# Peribasis
Peribasis is een kevergeslacht uit de familie van de boktorren (Cerambycidae). De wetenschappelijke naam van het geslacht werd voor het eerst geldig gepubliceerd in 1864 door Thomson.

## Soorten
Peribasis omvat de volgende soorten:
- Peribasis albisparsa Ritsema, 1888
- Peribasis guttata (Heller, 1898)
- Peribasis helenor (Newman, 1851)
- Peribasis larvata (White, 1858)
- Peribasis pubicollis Pascoe, 1866